# Consus
Consus o Conso era, en la mitología romana, el dios protector de los cereales almacenados y de los silos subterráneos (por lo que era considerado un dios ctónico), y como tal era representado por una semilla de trigo.

## Culto
Su altar estaba situado bajo tierra cerca del Circo Máximo en Roma. El altar se desenterraba sólo durante las Consualia, que le estaban dedicadas y se celebraban el 21 de agosto y el 15 de diciembre. Las carreras de mulas o caballos eran el principal evento de la fiesta porque ambos animales estaban consagrados a él. Se los coronaba con guirnaldas de flores y se les prohibía trabajar.
El nombre de Consus no tiene una etimología clara. Parece ser de origen etrusco o sabino y estar en realidad relacionado con Ops, también conocida como Consivia (o Consiva), y con el verbo latino conserere (‘sembrar’); véase Ops y Opiconsivia. Según Varrón «las Consualia son así llamadas por Consus» (Consualia dicta a Consus).
Poco después de su propia fiesta se celebraba la de Ops, las Opiconsivia, cada 25 de agosto y 19 de diciembre, siendo ambos periodos los de recolección y siembra de las cosechas, respectivamente.
Consus también se convirtió en un dios relacionado con los congresos secretos, quizás debido a una malinterpretación común de su nombre, que los romanos asociaban con consilium (‘consejo’, ‘sinagoga’, ‘asamblea’: ‘lugar donde se reúne el consejo’). Esta palabra no debe confundirse con consulere (‘consultar’), pues de hecho expresa la idea de ‘sentarse juntos’ (consentes), ‘estar juntos’ (con-sum) o quizá ‘convocados juntos’ (con-calare). La relación de Consus con estos congresos secretos fue recogida por Servio: «Consus es sin embargo el dios de los consejos» (Consus autem deus est consiliorum).
Como tal, parece que Consus era un miembro del consejo de los Dii Consentes («Consejo de los Dioses») formado por seis dioses y seis diosas que se reunían para ayudar a Júpiter a tomar las grandes decisiones como destruir Troya o la Atlántida con una inundación, etcétera. Esta tradición se debe a los etruscos, pero aparece también ampliamente en Grecia, por ejemplo en Homero. Tiene relación con los dioses olímpicos de los mitos griegos, siendo estos doce dioses los mismos que los de los romanos.
Consus era llamado con frecuencia Neptunus Equestris, de forma que su relación con el Poseidón griego (Neptuno) difícilmente puede negarse. Poseidón también era asociado con los caballos y las carreras ecuestres, una relación que remite a la Atlántida (fundada por este dios) y sus magníficos hipódromos descritos por Platón en su Critias. De acuerdo con la tradición, fue en el curso de la Consualia y sus carreras de caballos cuando los romanos secuestraron a las sabinas, con quienes se casaron para fundar su propia nación.